# Ilirska Bistrica község
Ilirska Bistrica község (szlovénül: Občina Ilirska Bistrica) alapfokú közigazgatási egység Szlovéniában, a Primorsko-notranjska statisztikai régióban. Lakosainak száma 13 337 fő (2020. július 1.).

## A község települései
A községhez Ilirska Bistrica székhelyen kívül a következő települések tartoznak:
- Bač
- Brce
- Čelje
- Dobro Polje
- Dolenje pri Jelšanah
- Dolnja Bitnja
- Dolnji Zemon
- Fabci
- Gabrk
- Gornja Bitnja
- Gornji Zemon
- Harije
- Hrušica
- Huje
- Jablanica
- Janeževo Brdo
- Jasen
- Jelšane
- Kilovče
- Knežak
- Koritnice
- Koseze
- Kuteževo
- Mala Bukovica
- Male Loče
- Mereče
- Nova Vas pri Jelšanah
- Novokračine
- Ostrožno Brdo
- Pavlica
- Podbeže
- Podgrad
- Podgraje
- Podstenje
- Podstenjšek
- Podtabor
- Pregarje
- Prelože
- Prem
- Račice
- Ratečevo Brdo
- Rečica
- Rjavče
- Sabonje
- Smrje
- Snežnik
- Soze
- Starod
- Studena Gora
- Sušak
- Šembije
- Tominje
- Topolc
- Trpčane
- Velika Bukovica
- Veliko Brdo
- Vrbica
- Vrbovo
- Zabiče
- Zajelšje
- Zarečica
- Zarečje

## Népesség
| Lakosok száma | 13 943 | 13 936 | 13 939 | 13 846 | 13 863 | 13 667 | 13 523 | 13 431 | 13 290 | 13 337 |
|               | 2008   | 2009   | 2011   | 2012   | 2013   | 2015   | 2016   | 2017   | 2019   | 2020   |